# Мільчев Володимир Іванович
Мільчев Володимир Іванович (нар. 22 квітня 1972, м. Запоріжжя) — український історик, доктор історичних наук (2011), професор (2013). Декан історичного факультету Запорізького національного університету (з квітня 2014 по лютий 2023 року).

## Життєпис
Народився 22 квітня 1972 року в Запоріжжі. У 1994 році закінчив Запорізький державний університет за спеціальністю «Історія».
У 1996—1999 роках — аспірант кафедри історії України Запорізького державного університету. З 1999 року — асистент цієї ж кафедри. З 2000 — старший викладач, а з 2001-го — доцент кафедри джерелознавства, історіографії та спеціальних історичних дисциплін Запорізького державного університету. Після навчання в докторантурі університету (2002—2005) повернувся на попереднє місце роботи. З 2011 року — завідувач кафедри джерелознавства, історіографії та спеціальних історичних дисциплін Запорізького національного університету.
З квітня 2014 року працює деканом історичного факультету Запорізького національного університету.
Кандидатську дисертацію «Болгарське населення Південної України у XVIII столітті» захистив у 2000 році, а докторську — «Джерела з соціальної історії запорозького козацтва XVIII століття» — 28 квітня 2011 року.
Також є старшим науковим співробітником Запорізького відділення Інституту української археографії та джерелознавства ім. М. С. Грушевського НАН України, членом правління Запорізького наукового товариства ім. Я.Новицького.
Член редколегій часописів: «Наукові праці історичного факультету Запорізького національного університету» (Запоріжжя), «Музейний вісник» (Запоріжжя), «Дриновський збірник» (Харків), «Наукові записки. Збірник праць молодих вчених та аспірантів Інституту української археографії та джерелознавства ім. М. С. Грушевського НАН України» (Київ), «Scriptorium nostrum» (Херсон), «Фронтири міста» (Дніпро), «Новое прошлое» (Ростов-на-Дону, РФ).
Гранти: Канадський інститут українських студій (Едмонтон, Канада) (2001, 2007, 2012—2015 рр.), Artes Liberales (Варшава, Польща) (2008, 2009 рр.).
Сфера наукових інтересів: історія парамілітарних спільнот Східної та Центральної Європи (козаки, гайдуки, граничари та ін.) у XVII—XVIII ст.

## Наукові праці
Автор, співавтор і упорядник понад 150 наукових публікацій, зокрема, близько 20 монографій та 17 статей у виданні «Українське козацтво: Мала енциклопедія».

### Монографії
- Матеріали до історії болгарського населення України XVIII століття. — Запоріжжя, РА «Тандем-У», 1999. — 236 с.
- Міжконфесійні взаємини на півдні України XVIII-ХХ століття. — Запоріжжя: РА «Тандем-У», 1999. — 252 с. (у співавторстві з А. Бойком, Т. Грушовою, І. Лиманом, О. Ігнатушею, Л. Рощиною (Маленко), Р. Шияном).
- Болгарські переселенці на півдні України. 1724—1800 рр. — Київ-Запоріжжя, РА «Тандем-У», 2001. — 198 с. + V карт.
- Нариси з історії Нікопольського району (від найдавніших часів до початку ХХ століття). — КиївНікополь-Запоріжжя: «Тандем-У», 2002. — 399 с. (у співавторстві з Г. Шахровим, В. Грибовським, С. Леп'явко, І. Стороженком, Ю. Мициком, І. Лиманом, М. Жуковським, І. Савченко, В. Константіновою (Циберт), А. Бойком, Ю. Головко, С. Білівненком, С. Абросимовою, Н. Суревою, І. Анцишкіним, О. Приймаком, В. Чопом).
- Кордони Війська Запорозького та діяльність російсько-турецької межової комісії 1705 р. — Запоріжжя: ВАТ «Мотор-Січ», 2004. — 80 с.
- Адміністративний устрій Південної України (середина XVIII — перша половина ХІХ століття) / Упорядники: А.Бойко, В.Козирєв, В.Мільчев, І.Савченко, Н.Сурева / Передмова: І.Савченко // Джерела з історії Південної України. Том 1. Видання 2-е, виправлене і доповнене. — Запоріжжя: Тандем-У, 2005. — 528 с. + XLI с.
- Канцелярія Новосербського корпусу / Упорядники: В. Мільчев, О. Посунько / Передмови: С. Гаврилович, С. Лалич, В. Мільчев, О. Посунько // Джерела з історії Південної України. Том 7. — Запоріжжя: Тандем-У, 2005. — 442 с.
- Джерела з історії Південної України. Том 9 // Мемуари та щоденники. Частина 2 / Упорядники: А.Бойко, В.Мільчев. — Запоріжжя: РА «Тандем-У», 2006. — 632 с.
- Документи та матеріали до історії приазовських албанців // Старожитності Південної України. Випуск 18 / Упорядники: А.Бойко, Л.Брацило, І.Козлова, В.Мільчев, О.Тедеєв. — Запоріжжя, 2006. — 168 с.; іл.
- Запорожці на Військовому Кордоні Австрійської імперії. 1785—1790 рр. (дослідження та матеріали). — Запоріжжя: РА «Тандем-У», 2007. — 172 с., іл.
- Соціальна історія запорозького козацтва кінця XVII—XVIII ст. (джерелознавчий аналіз). — Запоріжжя: АА Тандем, 2008. — 369 с.
- Усна історія: теорія та практика / Упорядники А. Бойко, С. Білівненко, Ю. Головко та інші. — Запоріжжя: Тандем-У, 2008. — 100 с. (у співавторстві з А. Бойком, С. Білівненком, Ю. Головко, Н. Суревою, Н. Швайбою).
- Нариси з історії запорозького козацтва XVIII століття (спроба історичної реконструкції на основі писемних джерел). — Запоріжжя: РА «Тандем-У», 2009. — 108 с.
- Петро Калнишевський та його доба. Документи та матеріали / Упорядники: В.Грибовський, В.Мільчев, І.Синяк. — К., 2009. — 432 с.
- У боях за історію (до 50-річчя професора Анатолія Бойка) / Упорядники: Головко Ю. І., Мільчев В. І., Молдавський Р. Л., Швайба Н. І. — Запоріжжя: АА Тандем, 2010. — 128 с., іл.
- Шматов Микола. Це було під Великою Лепетихою (грудень 1943-січень 1944 рр.) / Упорядник В. Мільчев / Воєнні мемуари. Вип. 2. — Запоріжжя, 2010. — 92 с.
- Архімандрит Леонтій (Лука Яценко-Зеленський). Подорожі на Запорозьку Січ у 1749—1750 і 1751 рр. / Упорядники: В. Грибовський, В. Мільчев. — К., 2012. — 100 с.
- «У вирі вселенських потрясінь»: мемуарна спадщина мешканців Степової України першої третини ХХ ст. / Упоряд. Мільчев В. І., Молдавська Т. І., Молдавський Р. Л. — Київ, 2014. — 230 с.